# Martin Podhráský
Martin Podhráský (Praga, Checoslovaquia, 11 de octubre de 1983) es un deportista checo que compite en tiro, en la modalidad de pistola.
En los Juegos Europeos de Cracovia 2023 consiguió una medalla de bronce en la prueba de pistola rápida de fuego 25 m. Participó en dos Juegos Olímpicos de Verano, en los años 2008 y 2012, ocupando el séptimo lugar en Londres 2012, en la misma prueba.

## Palmarés internacional
| Juegos Europeos | Juegos Europeos     | Juegos Europeos   | Juegos Europeos              |
| Año             | Lugar               | Medalla           | Prueba                       |
| --------------- | ------------------- | ----------------- | ---------------------------- |
| 2023            | Breslavia (Polonia) | Medalla de bronce | Pistola rápida de fuego 25 m |